# Augustin Trébuchon
Augustin-Joseph Victorin Trébuchon (* 30. Mai 1878 in Le Malzieu-Forain, Lozère; † 11. November 1918 in Vrigne-Meuse, Ardennes) war der letzte französische Soldat, der im Ersten Weltkrieg fiel. Er starb um 10.45 Uhr – 15 Minuten, bevor der Waffenstillstand in Kraft trat.

## Leben

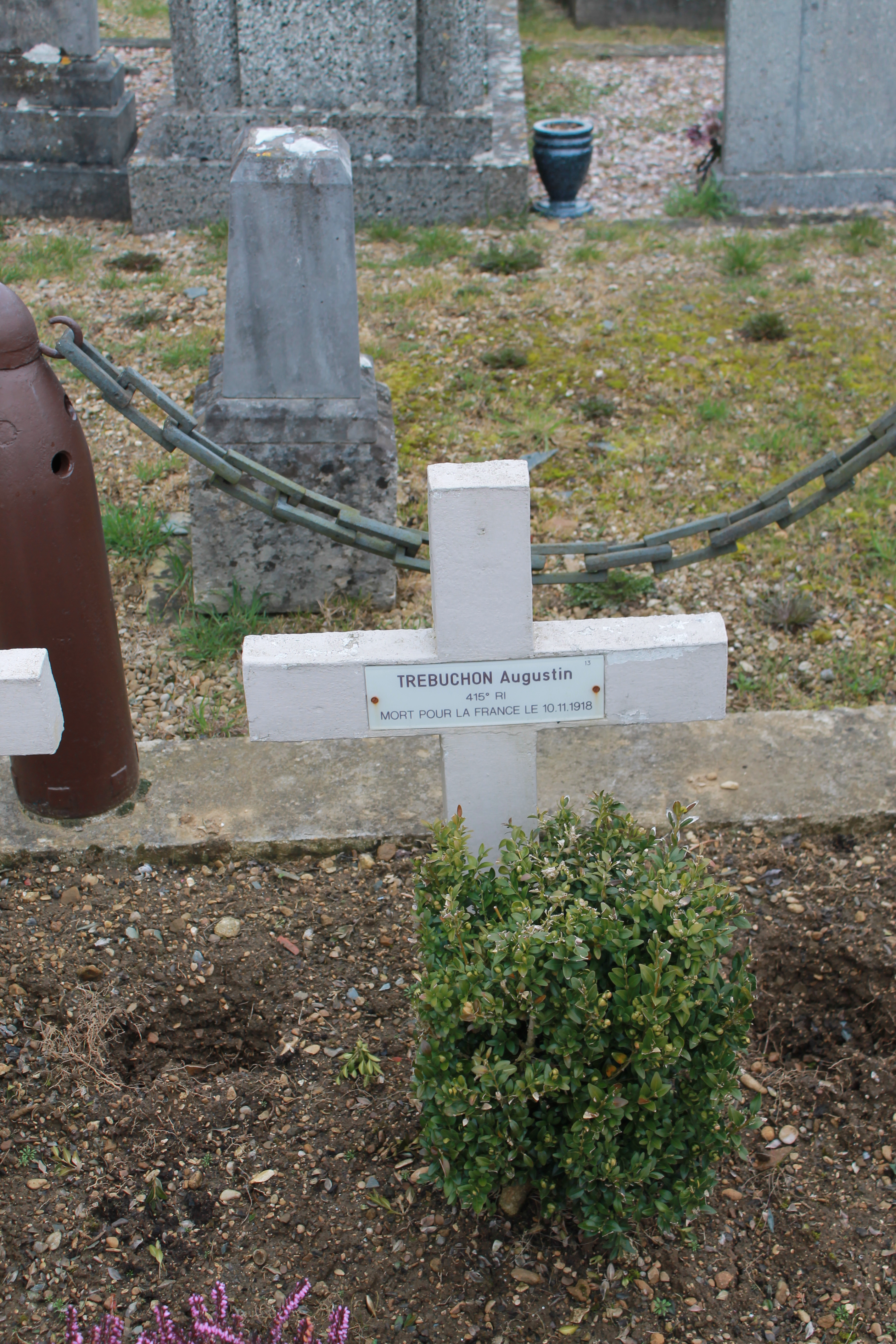
Grabstelle von Augustin-Joseph Victorin Trébuchon

Augustin Trébuchon arbeitete vor Beginn des Krieges als Schäfer und trat am 4. August 1914 in die Armee ein. Trébuchon war als Meldegänger beim 415. Infanterieregiment eingesetzt. Er befand sich auf halbem Weg zwischen Sedan und Charleville in Vrigne-sur-Meuse, wo die 163. Infanteriedivision unter dem Befehl von General Henri Gouraud einen Angriff auf die deutschen Truppen durchführte. Marschall Foch hatte auf diesen Angriff gedrängt, da er den Druck auf die sich nach seiner Meinung bei den Verhandlungen in Compiègne zu zögerlich verhaltenden Deutschen erhöhen wollte.
Bei diesem Angriff fielen insgesamt 91 französische Soldaten; der letzte von ihnen war Augustin Trébuchon. Er wurde 10:45 von einem deutschen Scharfschützen, während er „seinem“ Capitaine eine Nachricht überbringen wollte, durch einen einzigen Kopfschuss getötet. Die Nachricht enthielt die militärisch belanglose Information, dass um 11.30 Uhr Suppe ausgegeben würde. Sein Todesdatum wurde von den Militärbehörden (wie bei den anderen französischen Opfern vom 11. November 1918) auf den 10. November rückdatiert, weil es unvorstellbar schien, dass ein Soldat für Frankreich ausgerechnet am Tage des Sieges gefallen war.
Augustin Trébuchon ist auf dem Gemeindefriedhof von Vrigne-sur-Meuse begraben worden.